# Maria Gil
Maria Gil (Porto, 1972), també coneguda com a Maria da Fronteira, és una actriu i activista gitana portuguesa, feminista lluitadora pel poble gitano a Portugal.

## Trajectòria
Maria Gil nasqué a Porto el 1972. És actriu de teatre comunitari i teatre de l'oprimit, a més d'exercir com a promotora de fires i com a cambrera. És activista sobretot mitjançant el teatre. És membre de l'Associação Saber Compreender i actriu del Coletivo PELE.
Al juliol del 2013, Maria Gil fou una de les oradores convidades en la primera Trobada Intercultural Cap a la Inclusió, promoguda pel projecte O Rumo Certo, a la Biblioteca Municipal de Tomar, i hi abordà el tema Desafiaments de la inclusió.
El 2016, fou una de les protagonistes de la campanya nacional contra la discriminació al poble romaní de la Xarxa Europea contra la Pobresa (EAPN Portugal). En la campanya, anomenada Discriminació és falta d'educació, també participaren altres ciutadans romanís com l'auxiliar de clínica Bruno Oliveira, el secretari d'estat Carlos Miguel o l'estudiant de bioquímica Damaris Maia.
El 2017, Maria Gil promogué el moviment de "dones i gitanes" que "existeixen i resisteixen", que esdevingué un dels lemes del moviment feminista gitano, quan Maria Gil l'inclogué en una pancarta en una manifestació a Porto al maig del 2017.
A l'abril del 2018, participà, amb altres dues dones romanís, l'activista, estudiant d'educació social i bombera, Cátia Montes, i l'activista reconeguda el 2017 com a Gitana de l'Any per l'Associació Lletres Nòmades, Toya Prudêncio, en un debat sobre el paper de les comunitats romanís dins del Festival Política.
Maria Gil s'associà al projecte Singular do Plural: 20 - professions, persones, gitanes i gitanos, promogut per EAPN Portugal que, el 2019, aparegué en una exposició al Museu Alberto Sampaio de Guimarães.
A l'abril del 2019, Maria Gil fou una oradora en el curs de periodisme digital impartit en la Universitat Lusófona de Porto sobre el tema de la representació de les comunitats romanís en l'esfera pública, amb la periodista Ana Cristina Pereira, la investigadora Maria José Casa-Nova, la psicòloga Paula Allen i la mitjancera gitana Élia Maia.